# Roderich Waitz von Eschen

Wappen der Waitz von Eschen

Roderich Freiherr Waitz von Eschen (* 6. April 1839 in Kassel; † 6. März 1915 ebenda) war ein deutscher Mineraloge, Bergbauunternehmer und Mitglied des Kommunallandtags Kassel.

## Leben
Roderich Waitz von Eschen entstammte dem ursprünglich thüringischen Adelsgeschlecht Waitz von Eschen und war ein Sohn des Rittergutsbesitzers und Kammerherrn Karl Waitz von Eschen (1795–1873) und dessen Ehefrau Maria von Bülow (1814–1870).
Am 28. November 1872 heiratete er in Kassel Helene von Bardeleben (1846–1912, Tochter des Generalleutnants Albrecht von Bardeleben und der Albertine von Voigt), mit der er die Kinder
Adelheid (1873–1946), Friedrich (1877–1965, Bergwerksbesitzer) und Margret (1882–1964) hatte. 
Roderich studierte Geologie an der Bergakademie Freiberg und der Georg-August-Universität Göttingen, wo er 1863 zum Dr. phil promovierte.
Er war Besitzer eines Bergwerks in Hirschberg und einer Fabrik auf Gut Winterbüren (noch heute im Besitz der Familie). 
1878 erhielt er als Vertreter des Grafen Carl zu Ysenburg und Büdingen in Meerholz ein Mandat für den kurhessischen Kommunallandtag des preußischen Regierungsbezirks Kassel. Ebenso gehörte er als Deputierter dem Kreistag Kassel an.
Er war auch Mitglied im Verein für Naturkunde in Kassel und Förderer des Germanischen Nationalmuseums.

## Öffentliche Ämter
- Mitglied des Schiedsgerichts der Knappschafts-Berufsgenossenscht der Section III Clausthal.[3]